# Ай-Петри. Крым
«Ай-Петри. Крым» — картина русского художника Архипа Куинджи (1841/1842—1910), написанная в 1890-х годах (точная дата не установлена, ранее время её создания относили к 1898—1908 годам). Является частью собрания Государственного Русского музея (инв. Ж-1532). Размер — 39 × 53 см.
В январе 2019-го была похищена с временной выставки художника в Государственной Третьяковской галерее. После оперативных действий полиции была найдена и возвращена на выставку.

## История и описание
Куинджи не раз бывал в Крыму, а в 1886 году приобрёл часть бывшего имения генерала Феодосия Ревелиоти. Также у него было имение в Алупке и дача в балке Тартир. В Крыму Куинджи много работал на натуре, рисуя пейзажи полуострова. В период с 1874 по 1898 года он создал несколько десятков работ, среди которых: «Лов рыбы на Черном море», «Морской берег. Вид на гору Демерджи», «Крым. Ялта», «Подсолнухи», «Прозрачная вода», «В Крыму» и многие другие, в том числе и «Ай-Петри». Точное время создания этой картины неизвестно: согласно современным каталогам, её относят к 1890-м годам. Ай-Петри — одна из гор массива, расположенного вблизи Ялты, её силуэт — один из символов Крыма.

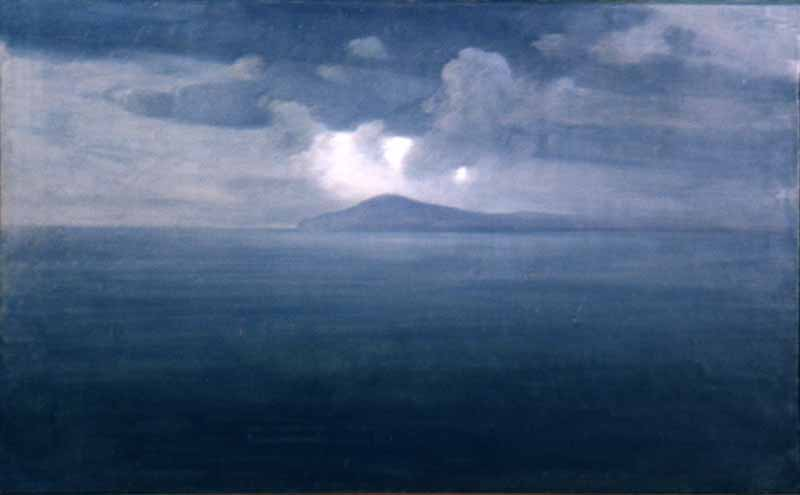
Архип Куинджи. Сумерки на море. Крым (1890—1900-е)

В этой работе Куинджи использовал оттенки синего цвета, создавая эффект «цветовой растяжки» — плавного перехода от сине-чёрных волн у подножия горы до светлых полупрозрачных небес. К этому же периоду относится и другая картина, выполненная в схожей цветовой гамме — «Сумерки на море. Крым» (см. иллюстрацию).
В 1914 году московское Общество художников имени Куинджи планировало передать картину Мариупольскому художественному музею, однако из-за Первой мировой и гражданской войны передача работы не состоялась. В настоящее время полотно является частью собрания Государственного Русского музея.

## Кража
С осени 2018 года картина находилась на временной выставке в Государственной Третьяковской галерее в Москве. 27 января 2019 года, в день рождения Архипа Куинджи, её похитили из выставочного зала. На глазах у посетителей злоумышленник снял со стены картину, отнёс за колонну, там вынул её из рамы, а после не спеша проследовал с картиной к выходу и уехал с ней на автомобиле. Такая бесцеремонная кража из государственного музея вызвала широкий общественный резонанс. Происшествие сравнивали с сюжетом фильма «Старики-разбойники», герои которого легко смогли вынести из музея картину Рембрандта, возникли конспирологические теории и множество шуток. Выставка Куинджи, и до этого очень популярная, пережила всплеск посещаемости.
Правоохранительным органам потребовалось несколько часов, чтобы обнаружить и вернуть картину. Похититель — 32-летний Денис Чуприков — был задержан утром следующего дня в съёмной квартире в посёлке Заречье Одинцовского района Московской области. Картина была найдена в том же посёлке, в подвале строящегося коттеджа, где похититель отвечал за подведение инженерных коммуникаций. Преступник был задержан благодаря отпечаткам пальцев, которые он оставил на раме картины. Отпечатки оказались в картотеке МВД, поскольку в декабре 2018 года Чуприков задерживался за хранение наркотиков (ст. 228 Уголовного кодекса РФ) и на момент кражи находился под подпиской о невыезде. Кроме того, за два месяца до этого он был привлечён мировым судом к административной ответственности (штраф 1000 рублей) за неповиновение полицейским, которые пытались его доставить в отделение из-за агрессии по поводу эвакуации его автомобиля. Уроженец крымского города Феодосии Чуприков — по профессии сварщик и слесарь. Кражу, по его словам, совершил спонтанно, чтобы расплатиться с долгами.
Искусствоведы оценивают картину в 200 тысяч долларов США, по менее достоверным оценкам, её стоимость может доходить до 1 млн долларов США. Страховая стоимость полотна на время транспортировки и монтажа составляла 12 млн рублей (примерно 183 тыс. долларов).

### Последствия
После находки картины директор департамента музеев Министерства культуры Владислав Кононов сообщил, что по мнению экспертов Русского музея, Государственной Третьяковской галереи и Государственного научно-исследовательского института реставрации, состояние картины не препятствует её кратковременному экспонированию при условии помещения под стекло. Картина была возвращена на выставку и пробыла там до её окончания.
Тем не менее картина потребовала реставрации, которая была начата в Русском музее в 2021 году.
После кражи Министерство культуры объявило о проведении проверки работы систем безопасности крупнейших музеев России, а администрация Третьяковской галереи заявила, что после инцидента музей будет оснащать специальными датчиками не только картины основной экспозиции, но и временные выставки.
11 февраля 2019 года директору Третьяковской галереи Зельфире Трегуловой в связи с кражей был объявлен выговор со стороны министра культуры России Владимира Мединского. Также со стороны ведомства было рекомендовано уволить начальника службы безопасности, а также объявить выговоры главному хранителю, начальнику выставочного отдела, начальнику отдела музейных смотрителей, завсектором отдела музейных смотрителей и сотрудникам службы безопасности.
Также Минкультуры объявляло о решении создать отдел безопасности, который займётся курированием сохранности музейных коллекций. Новое подразделение расширит сотрудничество с Росгвардией в выработке единых стандартов и подходов в обеспечении безопасности.

### Суд
Чуприков арестован судом до 27 марта 2019 года, уголовное дело возбуждено по ч. 2 ст. 164 УК РФ (хищение предметов, имеющих особую ценность, совершенное группой лиц по предварительному сговору). Чуприков признал себя виновным, отметив, что хотел привлечь к себе внимание.
1 июля стало известно, что материалы уголовного дела поступили в Замоскворецкий районный суд столицы. В ходе предварительного расследования по уголовному делу были проведены две психиатрические экспертизы, которые установили вменяемость злоумышленника в момент совершения преступления. Была проведена комплексная искусствоведческая судебная экспертиза, согласно заключению которой стоимость украденной картины оценена почти в 20 миллионов рублей.
22 июля в суде Чуприков возместил ущерб и частично признал вину.

## См.также
- Преступления в сфере искусства
- Старики-разбойники
- Афера Томаса Крауна
- Как украсть миллион